# Hadsten Skole
Hadsten Skole er en folkeskole i det nordlige Hadsten med 702 elever. Skolen blev indviet den 11. marts 1970 som en erstatning for Vinterslev Skole, Hadsten Realskole og landsbyskolerne i Nørre Galten og Vissing.
Skolen var den første der åbnede i forbindelse med den såkaldte "Midtjyllandsplan" for skolebyggeri, der skulle rationalisere byggeprocessen indenfor skolebyggeri, der hidtil var sket med traditionel dansk byggeteknik.
Skolen fungerer i dag som overbygningsskole for Lilleåskolen i Laurbjerg og Bavnehøjskolen i Hadsten.